# Logistička satnija GOMBR
Logistička satnija GOMBR je postrojba gardijske oklopno mehanizirane brigade. Omogućava joj nesmetano obavljanje zadaća, kako stacionarnih tako i terenskih. Nasljednica je logističke bojne 3. GOMBR-a.
Njezina je osnovna zadaća pružanje logističke potpore pristožernim postrojbama i Zapovjedništvu brigade, tehničko održavanje u prvom stupnju, rukovanje skladištima brigade, transport, sanitetska potpora vojnim vježbama i drugim aktivnostima GOMBR-a ali i opskrba postrojbi na terenu hranom.